# Parlament Jižní Osetie
Parlament Jižní Osetie (rusky Парламент Южной Осетии, osetsky Хуссар Ирыстоны Парламент) je jednokomorový zákonodárný sbor částečně uznané Republiky Jižní Osetie. Do parlamentu je voleno 34 poslanců smíšeným systémem poměrného zastoupení podle stranických seznamů (17) a jednomandátových obvodů (17). V Jižní Osetii funguje systém více politických stran a v současné době je v parlamentu zastoupeno 5 politických stran a 6 nezávislých poslanců volených prostřednictvím jednomandátových obvodů. V čele parlamentu stojí předseda, který je volen z řad poslanců. Od 15. září 2022 je předsedou parlamentu Alan Alborov, jeden ze čtyř poslanců strany Nychaz prezidenta Alana Gaglojeva, poté co byl Alan Tadtajev ze strany Sjednocená Osetie nucen odstoupit.
Parlament zasedá v hlavním městě Jižní Osetie Cchinvali. Budova parlamentu, postavená v roce 1937, byla v roce 2008 během války v Jižní Osetii značně poškozena.

## Poslední volby
Parlamentní volby v Jižní Osetii se konaly 9. června 2019.
Vládnoucí strana Sjednocená Osetie ztratila v parlamentu většinu. Pouze tři další zvolení poslanci zaručili svou podporu, pokud by Sjednocená Osetie měla sestavit vládu, takže jí k většině chybělo jedno křeslo.

## Seznam předsedů
- Torez Kulumbegov (10. října 1990 – 4. května 1991)
- Znaur Gassijev (4. května 1991 – 9. září 1992)
- Torez Kulumbegov (9. září 1992 – 17. září 1993)
- Ljudvig Čibirov (17. září 1993 – 27. listopadu 1996)
- Kosta Georgijevič Dzugajev (1996 – 1999)[6]
- Stanislav Kočiev (1999 – 2004)
- Znaur Gassijev (podruhé) (2004 – 9. června 2009)
- Stanislav Kočiev (podruhé) (9. června 2009 – 5 . října 2011)
- Zurab Kokojev (5. října 2011 – 2. července 2012, úřadující)
- Stanislav Kočiev (potřetí) (2. července 2012 – 23. června 2014)[7]
- Anatolij Bibilov (23. června 2014 – 21. dubna 2017)[8][9][10]
- Inal Mamiev (21. dubna – 7. června 2017)
- Pjotr Gassiev (7. června 2017 – 20. června 2019)
- Alan Tadtaev (20. června 2019 - 15. září 2022)
- Alan Alborov (15. září 2022 – současnost)

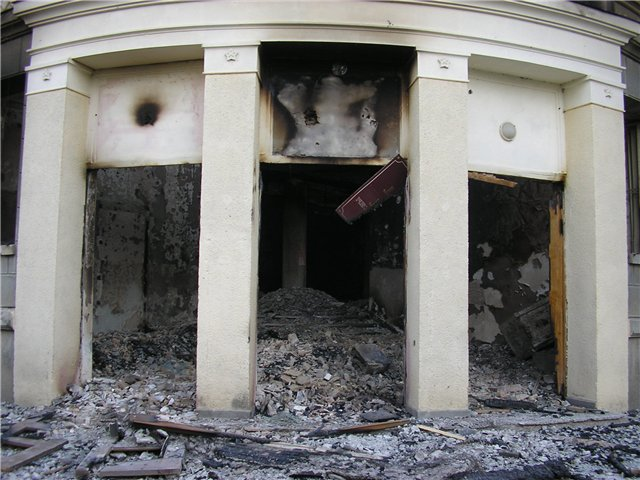
Budova parlamentu Jižní Osetie těžce poškozená během války v srpnu 2008.